# Unterhandenzhofen
Unterhandenzhofen ist ein Gemeindeteil der Gemeinde Schwabhausen im oberbayerischen Landkreis Dachau. 

## Lage
Der Weiler liegt knapp vier Kilometer nordöstlich des Hauptortes Schwabhausen und ist mit diesem über die Staatsstraßen 2050 und 2047 sowie die Kreisstraße DAH 10 verbunden. Der Weiler gehörte vor der Gebietsreform in Bayern zur Gemeinde Rumeltshausen, die am 1. Juli 1971 in die Gemeinde Schwabhausen eingegliedert wurde.

## Baudenkmäler
Eingetragene Baudenkmäler gibt es im Ort nicht.